# Bergenstammia pyrenaica
Bergenstammia pyrenaica är en tvåvingeart som beskrevs av Vaillant och Gilles Vincon 1987. Bergenstammia pyrenaica ingår i släktet Bergenstammia och familjen dansflugor.
Artens utbredningsområde är Frankrike. Inga underarter finns listade i Catalogue of Life.